# Bea Segura
Beatriz Segura Folch (Barcelona, 22 de marzo de 1975) es una actriz española que cuenta con papeles destacados en varias películas en su trayectoria profesional como son: El tránsfuga, de Jesús Font, o Dama de Porto Pim, de José Antonio Salgot. Así como también en series de televisión cómo Hospital Central o El cor de la ciutat en Cataluña.

## Primeros trabajos
Empezó su carrera profesional en 1994, con 19 años, en la película Transeúntes de Luis Aller. A partir de entonces, su carrera empezó a desarrollarse en la pequeña pantalla, interpretando a distintos personajes en series televisivas en el canal autonómico de Cataluña TV3, cómo son: Nissaga de poder o Estació d'enllaç. En 2000 dio vida al personaje de Laura Peris en El cor de la ciutat, un personaje al que probablemente todos los seguidores de la serie todavía guardan mucho cariño, al tratarse de la hija de los protagonistas principales que falleció en un accidente de tráfico al final de la segunda temporada.

## Pequeña pantalla
Al año siguiente dejó el canal autonómico para saltar al nacional incorporándose a la serie de Telecinco Al salir de clase, donde interpretó a Claudia. En 2008 se estrenó otra serie que tenía a Bea Segura cómo uno de sus personajes principales, Los 80 en la que hasta pudimos escucharla cantar. Aun así, en España probablemente se recuerde a Mónica de la Fuente, la enfermera del SAMUR de Hospital Central. Este fue el papel que le dio a conocerse a un mayor público dado el gran número de seguidores que tuvo la serie. 
En 2008 regresó a la pequeña pantalla catalana formando parte de tres mini-series del canal autonómico: Serrallonga, Ermessenda y Tornarem. En esa última interpretó el papel de la protagonista, Lola, que durante la guerra civil española fue confinada al campo de refugiados de Argelès (Francia) donde se enamoró. Esta serie ha sido traducida a varios idiomas y nominada y galardonada con varios premios cinematográficos, así cómo también le ha dado la oportunidad a Bea Segura de estar nominada a algunos de ellos por su interpretación. 
Por último, cabe hablar de su último trabajo en la pequeña pantalla. Bea Segura se incorporó al reparto de la serie catalana de sobremesa La Riera. En ella interpretó a Mónica, la novia y la mejor amiga de dos de los personajes principales, por eso ella también se benefició de protagonismo, envuelta en una trama de venganza hacia su pareja por parte de otros, que la llevó a estar en una cárcel latino-americana. 
Recientemente, TVE ha apostado por Bea Segura para interpretar el papel de Violeta Lax en su nueva mini-serie Habitaciones cerradas. La serie narra la historia y los secretos de los Lax, una poderosa familia de la burguesía catalana que oculta un oscuro pasado. 
El próximo 27 de abril de 2015 se estrena en TV3 Cites, una serie del director de Polseres vermelles basada en la serie británica Dates. En ella la veremos en el papel de Blanca, una maestra que se acerca a los 40 y busca una cita en línea, el tema principal de la serie.

## Gran pantalla
Aunque la mayor fama de Bea Segura se debe a la pequeña pantalla, también ha tenido diversas oportunidades de hacer excelentes trabajos en cine. Desde sus inicios, la actriz ha participado en películas como Dama de Porto Pim del director José Antonio Salgot, Lola vende ca, de Llorenç Soler. Entre otras, cabe destacar sus interpretaciones en Salvador Puig Antich, de Manuel Huerga, en la que hizo de hermana del joven anarquista, Hierro, en la que interpretó a Laura y compartió reparto con Elena Anaya y más recientemente, en 2012, participó en la película de Juan Carlos Medina Insensibles.

## Teatro
Aunque con no tanta frecuencia, Bea Segura también ha pisado el escenario en varias ocasiones. La primera de ellas, en 1996, al principio de su carrera profesional, De poble en poble. 2001 fue el año en el que más se dedicó al teatro, realizando hasta siete obras el mismo año. No obstante, no regresó a los escenarios hasta 2013, en la obra de secretos oscuros del director Lluís Pasqual Blackbird, fue un exitoso regreso, ya que fue nominada al Premio Butaca como mejor actriz. En 2015 actuó en el Teatre Nacional de Catalunya bajo las órdenes de Angel Llacer en la obra musical Mucho ruido y pocas nueces.

## Vida personal
La actriz no es una mujer dada a las cámaras fotográficas ni a los diarios, pero se sabe que poco tiempo después del estreno de Tornarem nació el primero de sus dos hijos de su matrimonio con un inglés, con quien vive en Londres.

## Filmografía

### Televisión
| Año         | Serie                        | Personaje            | Cadena             | Notas        |
| ----------- | ---------------------------- | -------------------- | ------------------ | ------------ |
| 1995        | Laia, el regal d'aniversari  | Susi                 | TV3                | TV Movie     |
| 1996        | Estació d'enllaç             | Maite                | TV3                | 3 episodios  |
| 1996        | Nissaga de poder             |                      | TV3                |              |
| 1998        | Laura                        |                      | TV3                | 1 episodio   |
| 1999        | Homenots                     | Aurora               | TV3                | 1 episodio   |
| 2000-2001   | El cor de la ciutat          | Laura Peris          | TV3                | Principal    |
| 2001-2002   | Al salir de clase            | Claudia Salas        | Telecinco          | Principal    |
| 2002 / 2005 | El comisario                 | Sofía / Aurora Ramos | Telecinco          | 4 episodios  |
| 2003        | L'escala de diamants         | Olga                 | TV3                | TV Movie     |
| 2003        | 7 vidas                      | Rocío                | Telecinco          | 3 episodios  |
| 2003        | El tránsfuga                 | María José Reina     | Antena 3           | TV Movie     |
| 2004        | Virginia, la monaca di Monza | Clara                | RAI/TV3            | TV Movie     |
| 2004        | Los 80                       | Lara                 | Telecinco          | 6 episodios  |
| 2005        | Comme sur des roulettes      | Lucía                | TV3/RTBF           | TV Movie     |
| 2005        | Más que hermanos             | Rosa                 | TV3                | TV Movie     |
| 2006        | Los Serrano                  | Gloria               | Telecinco          | 3 episodios  |
| 2006        | Estudio 1                    | Herminia             | TVE                | 1 episodio   |
| 2006-2008   | Hospital Central             | Mónica de la Fuente  | Telecinco          | Principal    |
| 2008        | Serrallonga                  | Flor                 | TV3                | Mini-serie   |
| 2009        | Los exitosos Pells           | Sol Echagüe          | Cuatro             | 7 episodios  |
| 2010        | Casualty                     | María Randall        | BBC                | 1 episodio   |
| 2011        | Ermessenda                   | Almodis              | TV3                | Mini-serie   |
| 2012        | Tornarem                     | Lola                 | TV3                | Mini-serie   |
| 2014        | La Riera                     | Mònica Triola        | TV3                | Principal    |
| 2015        | SunTrap                      | Captain Carmelita    | BBC                | Secundaria   |
| 2015        | Citas                        | Blanca               | TV3                | 13 episodios |
| 2015        | Habitaciones cerradas        | Violeta Lax          | TVE                | Mini-serie   |
| 2016        | Citas                        | Blanca               | TV3                | 12 episodios |
| 2016        | Six Wives with Lucy Worsley  | María De Salinas     | BBC One            | 2 episodios  |
| 2018        | El día de mañana             | Teresa               | Movistar+          | 1 episodio   |
| 2019        | La caza. Monteperdido        | Raquel Mur           | TVE                | 8 episodios  |
| 2019        | Hernán                       | Madre de Hernán      | Amazon Prime Video | 1 episodio   |
| 2019        | El enigma Verdaguer          | Reina María Cristina | TVE, TV3           | TV Movie     |
| 2020        | Los favoritos de Midas       | Laura                | Netflix            | 6 episodios  |
| 2020        | Benidorm                     | María                | Antena 3           | 1 episodio   |
| 2021        | Alba                         | Clara                | Antena 3           | 13 episodios |
| 2021        | Moebius                      | Marina Dinarès       | TV3                | 10 episodios |
| 2021        | Berenàveu a les fosques      | Neus                 | TV3                | TV Movie     |

### Largometrajes
| Año  | Título                     | Personaje       | Director             |
| ---- | -------------------------- | --------------- | -------------------- |
| 1996 | Sucio Complot              | Silvia Figueras | María Luisa Rosselló |
| 1997 | Primats                    | Susi            | Carlos Jover         |
| 2001 | Dama de Porto Prim         | María           | José Antonio Salgot  |
| 2002 | Lola vende cá              | Cristina        | Llorenç Soler        |
| 2003 | Haz conmigo lo que quieras | Nuria           | Ramón de España      |
| 2006 | Salvador (Puig Antich)     | Montse Puig     | Manuel Huerga        |
| 2006 | Skizo                      | Susana          | Jesús Ponce          |
| 2009 | Hierro                     | Laura           | Gabe Ibáñez          |
| 2012 | Insensibles                | Magdalena       | Juan Carlos Medina   |
| 2015 | Age of Kill                | Dita            | Neil Jones           |
| 2015 | Transeúntes                | Hija de Pepe    | Luis Aller           |
| 2020 | Malasaña 32                | Candela Jiménez | Albert Pintó         |

### Cortometrajes
| Año  | Título                                  | Personaje       | Director              |
| ---- | --------------------------------------- | --------------- | --------------------- |
| 1996 | B                                       | Novia de B      | Daniel Vázquez Sallés |
| 2001 | Desde la ciudad no se ven las estrellas | Lucía           | Fernando Trullols     |
| 2005 | Contratiempos                           | Mujer zapatería | Antonio Gómez-Olea    |
| 2006 | Carne de Gorila                         | Prostituta 4    | Pedro Riutort         |
| 2009 | Aviones                                 |                 | Álex Rademakers       |

- Datos: Q4875667